# Mali Dukmasov
Mali Dukmasov (del ruso: Малый Дукмасов) es un jútor del raión de Beloréchensk del krai de Krasnodar, en Rusia. Se sitúa en la orilla derecha del río Psenafa, tributario por la izquierda del Labá, afluente del río Kubán, 20 km al norte de Beloréchensk y 67 km al este de Krasnodar, la capital del krai. Tenía 46 habitantes (2011).
Pertenece al municipio Shkólnenskoye.